# غوس بونو
غوس بونو (بالإنجليزية: Gus Bono)‏ هو لاعب كرة قاعدة أمريكي، ولد في 29 أغسطس 1894 في Doe Run, Missouri ‏ في الولايات المتحدة، وتوفي في 3 ديسمبر 1948 في ديربورن في الولايات المتحدة.

## وصلات خارجية
- غوس بونو على موقعبيزبول رفرنس.كوم (الدوري الرئيسي) (الإنجليزية)
- غوس بونو على موقعبيزبول رفرنس.كوم (الدوري الثانوي) (الإنجليزية)